# 佩德雷加爾 (法爾孔州)
11°1′12″N 70°7′4″W / 11.02000°N 70.11778°W
佩德雷加爾（西班牙語：Pedregal）是委內瑞拉的城鎮，位於該國西北部法爾孔州，是德莫拉西亞市的首府，處於聖安娜德科羅以西30公里，主要經濟活動有牧羊業和製造業。